# Sulików (Basse-Silésie)
Pour les articles homonymes, voir Sulików.
Sulików est une localité polonaise, siège de la gmina de Sulików, située dans le powiat de Zgorzelec en voïvodie de Basse-Silésie.

## Histoire
De 1816 à 1945, Schönberg-en-Basse-Lusace fait partie de l'arrondissement de Lauban dans le district de Liegnitz au sein de la province de Silésie.